# 김응용
김응용(金應龍, 1940년 4월 8일(1940년 음력 3월 1일) ~ )은 대한민국의 야구 선수, 감독이다. 현역 시절에는 한일은행 등 실업팀에서 뛰었으며, KBO 리그의 여러 팀의 감독과 대한민국 야구 국가대표팀의 감독을 맡았다. 현재 대한야구소프트볼협회의 회장으로 있는데 중앙정보부 야구단에 입단할 예정이었으나 창단 계획이 사라지자  육군에서 군 복무를 했다.
1940년 평안남도 평원에서 태어나 미국 조지아 서던 칼리지에서 학업을 마친 뒤 1983년부터 2000년까지 18년간 프로 야구단 해태 타이거즈의 감독을 맡아 9번의 한국시리즈 우승을 일궜다. 2000년 시즌이 끝난 후 김성한에게 감독직을 넘기고 라이벌 팀 삼성 라이온즈로 감독 자리를 옮겼으며, 2000년 하계 올림픽 국가대표팀 감독으로 선임되어 동메달을 이끌었다. 2002년 한국시리즈에서 또 한 번 우승하며 통산 한국시리즈 우승 10회, 정규 시즌 우승 7회를 기록하였다.
2004년 11월 9일에 2004년 한국시리즈 준우승 뒤 계약 기간을 1년 남기고 물러나겠다는 뜻을 밝히자, 삼성 라이온즈에서는 그의 뜻을 받아들여 선동열 수석코치를 감독으로, 김응용을 제 10대 구단 사장으로 승진시켰다. 2010년 말 사장직에서 물러나 삼성 라이온즈의 고문으로 지내다 2012년 10월 8일 한화 이글스의 새 감독으로 임명되었다. 그러나 한화 이글스에서는 2년 연속 꼴찌라는 굴욕적인 성적표를 남겼고, 2014년 10월 17일 2년 계약만료로 팀을 떠났다.

## 통산 기록

### 감독
| 승     | 날짜        | 장소 | 소속팀 | 상대팀 | 경기 결과 | 결승타 | 승리 투수 | 전적                 | 달성 당시 나이      | 기타          | 각주   |
| 500승  | 1991. 5. 21 | 대전 | 해태   | 빙그레 | 6 - 3 승  |        | 선동열    | 905경기              | 49세 8개월 7일      | 두 번째       |        |
| 700승  | 1993. 9. 12 | 광주 | 해태   | 롯데   | 2 - 8 승  |        | 조계현    | 1235경기             | 51세 11개월 28일    | 두 번째       |        |
| 800승  | 1995. 7. 9  | 광주 | 해태   | 롯데   | 1 - 3 승  |        | 이강철    | 1440경기             |                     | DH-2, 첫 번째 | [ 7 ]  |
| 900승  | 1996. 9. 1  | 광주 | 해태   | LG     | 2 - 7 승  | 동봉철 | 김정수    | 1639경기 40무 699패  |                     | DH-2, 첫 번째 | [ 8 ]  |
| 1000승 | 1998. 6. 7  | 광주 | 해태   | 삼성   | 7 - 8 승  | 박재용 | 강태원    | 1793경기 41무 752패  |                     | 첫 번째       | [ 9 ]  |
| 1500승 | 2013. 8. 3  | 창원 | 한화   | NC     | 4 - 2 승  | 이대수 | 송창현    | 2761경기 66무 1195패 | 만 71세 10개월 19일 | 첫 번째       | [ 10 ] |

## 등번호
- 39 - 해태 타이거즈 (감독, 1983년 ~ 1995년)
- 70 - 해태 타이거즈 (감독, 1996년 ~ 2000년), 삼성 라이온즈 (감독, 2001년 ~ 2004년), 한화 이글스 (감독, 2012년 ~ 2014년)

## 김응용이 등장한 작품
- 손병호: 《퍼펙트 게임 (2011년 영화)》